# Zight
Yau Yiu Ting (Hong Kong, 14 de dezembro de 1988), mais conhecido pelo seu nome artístico Zight, é um música eletrónica de dança (EDM) DJ, compositor e produtor musical de Hong Kong.
Zight iniciou sua primeira colaboração internacional "Fly Away" com a cantora britânica Sonna Rele em 2021.
Durante uma entrevista de rádio, Zight revelou que seu nome artístico teve origem no seu nome do meio "light". Aplicou primeiro o seu alias Zight a BeatStars porque o nome de utilizador "light" já tinha sido registado por outro utilizador.

## Biografia
Zight nasceu e cresceu na era britânica de Hong Kong. Durante uma entrevista ao vivo, mencionou um enorme armário de vinis e CDs do seu pai, que continha géneros muito diversos da música ocidental. Entre os muitos géneros musicais, a Eurodance era o seu favorito. Era fã de grupos Eurodance, incluindo Vengaboys, Aqua e 2 Unlimited. Explicou que este interesse de infância por música Eurodance o levou a tornar-se produtor de música eletrónica após a sua formação na escola de música.
Zight estudou média criativa e produção musical na Universidade da Cidade de Hong Kong. Durante seus tempos de faculdade, começou a vender batidas e ritmos para artistas de hiphop no BeatStars, onde aplicou pela primeira vez Zight como nome artístico.
Depois de se formar na faculdade, Zight passou vários anos a fazer música nos bastidores para músicos locais. Em 2018, visitou Londres para continuar a estudar música eletrónica na Point Blank Music School. Ainda em 2020, lançou o seu primeiro single de música eletrónica "Paradise".
Em 2021, obteve a sua primeira colaboração internacional "Fly Away" com a cantora britânica Sonna Rele. A música foi publicada pela U-NXT, uma subdivisão do Universal Music Group para capacitar novos artistas de música eletrónica. O videoclipe foi filmado na Ucrânia, e gerou mais de 1,7 milhão de visualizações no YouTube em novembro de 2022.
A 01 de outubro de 2021, Zight lançou seu terceiro single "Everybody Keep Running" com o cantor canadense Peter Forest. O videoclipe teve lugar na Cidade do Cabo, com Sibusiso Madikizela, um atleta nacional de maratona da África do Sul. A música foi mais tarde nomeada e selecionada para a compilação de música eletrónica asiática "Billboard Electric Asia Vol. 5".
Em 2022, Zight lançou o seu sexto single "Number One" com o cantor americano Adam Christopher. O videoclipe foi filmado na Winton Motor Raceway, uma pista de automobilismo perto de Melbourne, Austrália.
Em julho de 2022, Zight lançou o seu sétimo single "Work It Harder" com o cantor pop americano Chris Willis. Durante uma entrevista, Zight revelou que o videoclipe se tratava de uma implicação para apoiar a Ucrânia na Guerra Russo-Ucraniana.

## Discografia

### Singles & EPs
- Paradise (2020)
- Fly Away (part. Sonna Rele) (2021)
- Suite No.1 In Z Major (2021)
- Everybody Keep Running (part. Peter Forest) (2021)
- Daisy (ft. Oliviya Nicole) (2021)
- Number One (part. Adam Christopher) (2022)
- Work It Harder (part. Chris Willis) (2022)
- Waiting (part. Klapse, AndyBear) (2023)
- Mongolia (2023)

### Produção
- Step into a World (MEKOLI part. The Freeman, Zight) (2009)
- Yamanote Line Dreamer (MIDICRONICA part. Zight,  Low Jack Three) (2011)
- Everybody Keep Running (TL Hon part. Zight) (2021)